# Сибирски тюркски езици
Сибирските тюркски езици са езици, говорени от сибирските тюркски племена (тувинци, якути и др.). Те са подгрупа на алтайското езиково семейство и на тюркската подгрупа. В групата има 10 езика.

## Езици
- Алтайски език (оспорван)
- Долгански език
- Западноуйгурски език
- Тофаларски език
- Тувински език
- Фуюйско-киргизки език
- Хакаски език
- Чулимски език
- Шорски език
- Якутски език